# Lukas Graham (2012)
Lukas Graham è il primo album in studio del gruppo musicale danese omonimo, pubblicato il 26 marzo 2012.

## Tracce
1. Ordinary Things – 3:27
2. Nice Guy – 3:35
3. Drunk in the Morning – 3:30
4. When You're with Me (Interlude) – 1:07
5. Red Wine – 5:24
6. Apologize – 3:21
7. Criminal Mind – 3:05
8. Don't Hurt Me This Way – 2:59
9. Moving Alone – 4:22
10. Oohhh (Interlude) – 0:37
11. Never Let Me Down – 3:26
12. Before the Morning Sun – 4:18

Riedizione tedesca
1. Ordinary Things – 3:27
2. Nice Guy – 3:35
3. Drunk in the Morning – 3:30
4. When You're with Me (Interlude) – 1:07
5. Red Wine – 5:24
6. Apologize – 3:21
7. Daddy, Now That You're Gone (Ain't No Love) – 4:43
8. Criminal Mind – 3:05
9. Better Than Yourself (Criminal Mind Part 2) – 4:22
10. Don't Hurt Me This Way – 2:59
11. Moving Alone – 4:22
12. Oohhh (Interlude) – 0:37
13. Never Let Me Down – 3:26
14. Before the Morning Sun – 4:18